# Oberbau (Hamburger Schulform)
Der Oberbau (auch Volksschuloberbau) war eine speziell hamburgische Schulform nach dem Ersten Weltkrieg, die die Selekta ablöste. 
Der Oberbau war Teil eines dreigliedrigen Schulsystems, bestehend aus Volksschule, Oberbau (Mittelschule) und höherer Schule (Oberschule) mit einigen Gymnasien. Der Oberbau war in Volksschulen mit Oberbau angesiedelt. In diese schulgeldfreie Schulform wurde nach der 6. Klasse der Volksschule für die Dauer von drei Jahren gewechselt. Absolventen des Oberbaus erreichten die der (Ober)Sekundareife an Oberschulen gleichwertige Mittleren Reife und damit beispielsweise die Voraussetzung zur Bewerbung in den gehobenen Staatsdienst wie auch Mindestanforderungen in der Hamburger Wirtschaft. 1937 gab es in Hamburg 3.998 Schüler und 1938 4.256 Schüler an 42 Oberbauschulen. Bei der Wiedereröffnung der Schulen nach Ende des Zweiten Weltkriegs 1945 wurde der alte Schulaufbau beibehalten. Im Schuljahr 1947/1948 gab es in Hamburg 195.295 schulpflichtige Kinder. Davon besuchten 86,14 % die Volksschule, 4,24 % den Oberbau, 8,99 % die Oberschule und 0,63 % das Gymnasium.